# GIMPshop
GIMPshop este o modificare a programului open source GIMP cu intenția de a-i da un aspect asemănător a programului shareware Adobe Photoshop.
Cum și autorul spune : "Țelul meu original era cel de a face GIMP accesibil pentru toți utilizatorii de Adobe Photoshop. Sper că am reușit acest lucru. Și probabil am reușit în același timp să transform pe cel care folosea Photoshop ilegal într-un utilizator GIMP. 
Acest program este identic ca GIMP-ul original numai că meniul este structurat ca cel al lui Adobe Photoshop. De asemenea terminologia programului este adaptată la 'limbajul Photoshop'. Acest program poate utiliza și plug-in-urile Photoshop-ului cu un plug-in gratis numit pspi.